# Ектор Гонсалес
Ѐктор Гонса̀лес Гусма̀н (на испански: Héctor González Guzmán, роден на 11 април 1977 г. в Барута) е венецуелски полузащитник, национал на своята страна, където е играл 53 мача за Венецуела. Гонсалес играе за кипърския Ермис Арадипо. Висок е 177 см. Прякора му е „Ел Турбо“.

## Кариера
Гонсалес играе за редица клубове във Венецуела, преди да се преместит в Аржентина през 2002 г., където играе за Олимпо де Бая Бланка, Колон де Санта Фе и Килмес.
Играе много добре в Депортиво Куенса и е добре известен със своя мощен изстрел. През 2006 г. подписва с еквадорския ЛДУ Кито, който впоследствие не му продължава договора и от 2007 г. до 2009 г. играе за кипърския АЕК Ларнака.
На 14 май 2009 г., 32-годишният венецуелски халф официално подписва с Черноморец (Бургас) за 2 години. Той прави своя състезателен дебют за Черноморец (Бургас) на 21 май 2009 срещу ПФК Миньор (Перник) в 24 кръг.

## Статистика по сезони
| Сезон    | Отбор           | Първенство             | Мачове | Голове |
| -------- | --------------- | ---------------------- | ------ | ------ |
| 2009/пр. | Черноморец (Бс) | А група                | 7      | 1      |
| 2009/10  | Черноморец (Бс) | А група                | 20     | 8      |
| 2010/11  | Черноморец (Бс) | А група                | 3      | 0      |
| 2010/11  | Алки            | Кипърска първа дивизия | 25     | 3      |
| 2011/ес. | Ермис Арадипо   | Кипърска първа дивизия | 13     | 3      |